# HAT-P-27 b
HAT-P-27b — экзопланета, обращающаяся вокруг жёлтого карлика HAT-P-27 и находящаяся на расстоянии приблизительно 665 световых лет в созвездии Девы. Планета была открыта транзитным методом. Тот факт, что HAT-P-27 b является газовым гигантом и располагается так близко к своей звезде, позволяет отнести его к классу горячих юпитеров. Планета обращается по почти круговой орбите на расстоянии 0,04 а. е. от родительской звезды. Сравнение измеренных параметров планеты позволяет говорить о том, что ядро планеты, скорее всего, состоит из тяжелых элементов с массой порядка 10 масс Земли. Возраст системы близок к 4 млрд лет.